# Honor y Democracia
Honor y Democracia es una bancada parlamentaria de Derecha del Congreso de la República del Perú. Formado el 27 de mayo del 2024 por congresistas renunciantes de la bancada de Renovación Popular.

## Historia
Tras discrepancias internas en la bancada de Renovación Popular, los congresistas Jorge Montoya, José Cueto, Javier Padilla y Gladys Echaíz renunciaron a la bancada de Renovación Popular, anunciando la creación de una nueva bancada. En ella también se integró el congresista Héctor Acuña, quien renunció a su militancia de Alianza para el Progreso.
Posteriormente, también se une el parlamentario andino, Gustavo Pacheco Villar. 

## Miembros
| Congresista | Congresista    | Partido político   | Circunscripción |
| ----------- | -------------- | ------------------ | --------------- |
|             | Jorge Montoya  | Renovación Popular | Lima            |
|             | José Cueto     | Renovación Popular | Lima            |
|             | Gladys Echaíz  | Renovación Popular | Lima            |
|             | Javier Padilla | Renovación Popular | Lima Provincias |
|             | Héctor Acuña   | Independiente      | La Libertad     |